# モンテッソン侯爵夫人

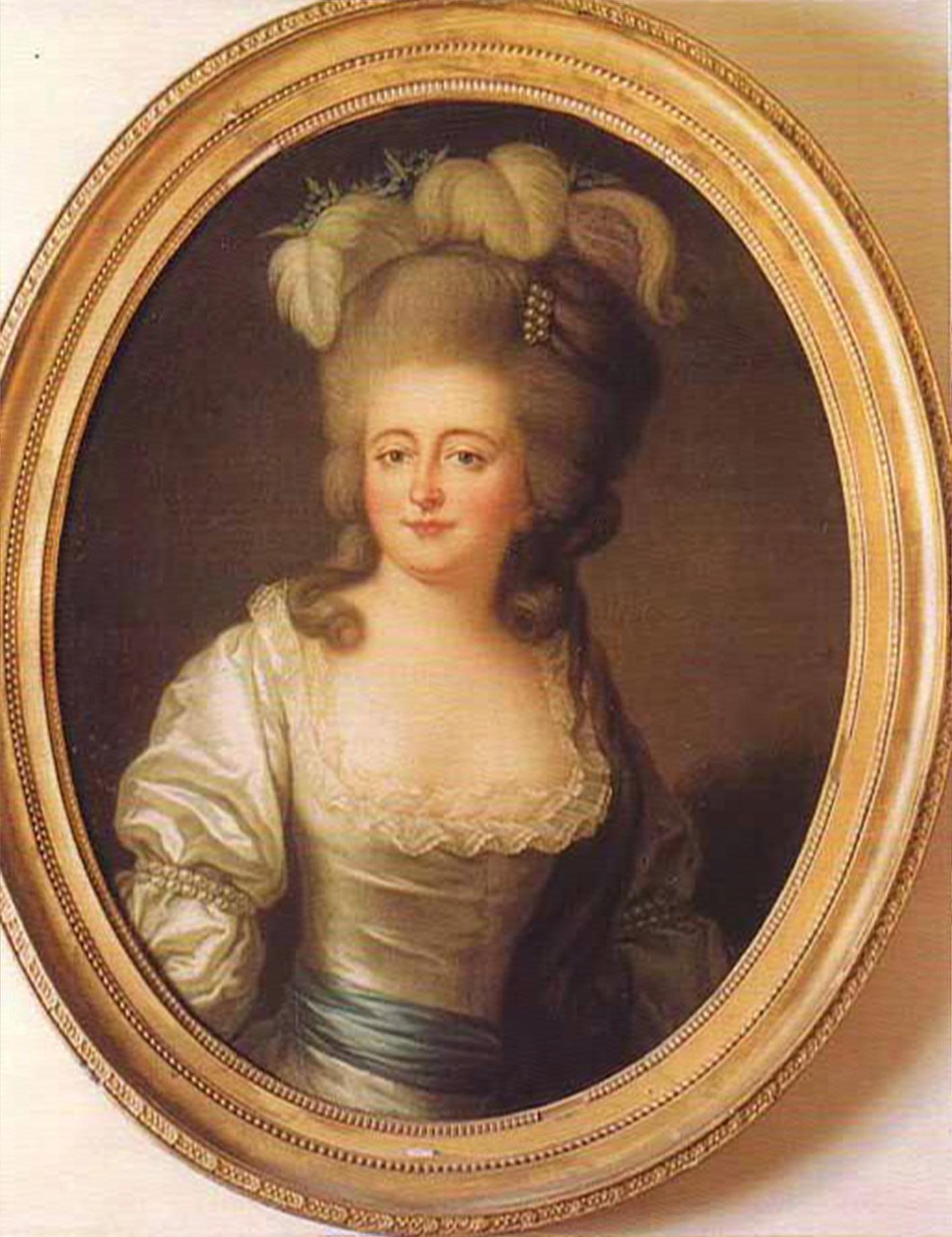
モンテッソン侯爵夫人の肖像。エリザベート＝ルイーズ・ヴィジェ＝ルブラン画

モンテッソン侯爵夫人（Marquise de Montesson、1738年10月4日 - 1806年2月6日）は、18世紀後半のフランス社交界で活躍した女性。戯曲家。十代で70歳の侯爵と結婚し、その後オルレアン公ルイ・フィリップ1世と貴賎結婚（身分違いから公位と相続権が与えられない結婚）をした。芝居を好み、多くの文化人と交流した。本名はシャルロット＝ジャンヌ・ベロー・ド・ラ・エ・ド・リュウ（Charlotte-Jeanne Béraud de La Haye de Riou）。モンテソン夫人、マダム・ド・モンテッソンなどとも呼ばれる。

## 生涯
ブルターニュの古い家系の一族の娘シャルロットとしてパリに生まれる。1757年、19歳のときに（1754年、16歳とする説も）、70歳のモンテッソン侯爵と結婚し、モンテッソン侯爵夫人となる。夫が高齢で病弱だったため、自由な活動が許された夫人は社交界の華として華やかな生活を送った。
1766年にルイ・フィリップ1世 (オルレアン公)に見染められて愛人になり、1769年に夫が亡くなったあと、1773年にオルレアン公と貴賎結婚した。オルレアン公は貴族の中でも特に格が高いため、身分の低い地方貴族出身の夫人は結婚しても公位は与えられず、公爵夫人を名乗ることは許されなかった。さらに宮廷から離れるよう言われ、公は夫人にパリの北、現在のセーヌ＝エ＝マルヌ県にあるサンタシス（Sainte-Assise）の城をプレゼントした。

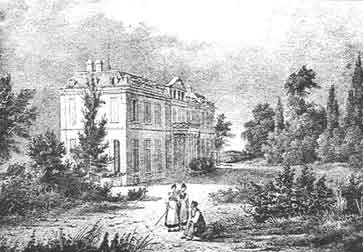
サンタシス城

夫婦ともに芝居が好きだったため、公のパリの自邸や所有する城に劇場を設け、夫人自ら脚本を書き、演じもした。当時貴族がプライベートな劇場で芝居をするのが流行で、夫人は姪で作家のジャンリス夫人とともに名女優として名を馳せた。彼女のサロンには、ジャン・ル・ロン・ダランベール、ピエール＝シモン・ラプラス、クロード・ルイ・ベルトレー、オランプ・ド・グージュ、ジョゼフ・ブローニュ・シュヴァリエ・ド・サン＝ジョルジュなど、多くの学者や作家、芸術家などが訪れた。
恐怖政治の時代の1793年に捕えられ、約1年半をパリの刑務所で過ごした。